# Ladányi Mihály
Ladányi Mihály (Dévaványa, 1934. február 12. – Csemő, 1986. szeptember 20.) kétszeres József Attila-díjas magyar költő.

## Életpályája
Falusi családból származott. Az általános iskolát szülővárosában, a gimnáziumot Kisújszálláson és Nagykőrösön járta ki. Székesfehérváron érettségizett. 1953–1957 között az Eötvös Loránd Tudományegyetem bölcsészkarának hallgatója volt. 1957-től a Szépirodalmi Könyvkiadó, majd a Magyar Nemzet munkatársa volt. 1958-tól a Szolnok Megyei Néplap munkatársa. 1959-től Kazincbarcikán művelődési ház igazgató volt. 1964-től írásaiból élt.

## Munkássága
Festőnek, grafikusnak készült, de már korán verselt is, Petőfi Sándor, Ady Endre, József Attila és Sinka István példáján épülve. Fodor András közölte gimnazista kori verseit az Új Hangban. Társadalmi elkötelezettsége kiállást jelentett a társadalom peremén élők mellett, akikhez – független életmódjával – mindinkább maga is odatartozott. Ekként igyekezett megmaradni – illúziók nélkül is – forradalmárnak. Az 1970-es évektől csemői tanyájára vonult vissza, ahol mezőgazdasági munkából és írásaiból tartotta fenn magát. Német, angol, orosz és román költőket fordított magyarra.
Baloldali rendszerkritikus tevékenysége miatt a különösen a fiatalok körében népszerű költő ellen a Belügyminisztérium III/III. Csoportfőnöksége 1965-től nyomozást folytatott, rendőrhatósági figyelmeztetést is kapott.

## Művei
- Az út kezdete. Versek; Magvető, Bp., 1959
- Öklök és tenyerek; Magvető, Bp., 1961
- Mint a madarak; Magvető, Bp., 1963
- Utánad kószálok; Magvető, Bp., 1965
- Dobszóló. Ladányi Mihály versei; Magvető, Bp., 1967
- A túloldalon; ill. Huszárik Zoltán; Magvető, Bp., 1969
- Élhettem volna gyönyörűen. Válogatott versek. 1959–1969; Magvető, Bp., 1970
- Kedvesebb hazát; Magvető, Bp., 1971
- Kitépett tollú szél; Magvető, Bp., 1974
- Se csillaga, se holdja. Összegyűjtött versek; Szépirodalmi, Bp., 1974
- Seregek mögött; Magvető–Szépirodalmi, Bp., 1976 (30 év)
- Föld! Föld!; Magvető, Bp., 1977
- Föld, Föld! Huszonegy vers; Megyei Könyvtár, Békéscsaba, 1976
- Torkomban sóhajokkal; Szépirodalmi, Bp., 1980
- Gyere vissza. Válogatott versek; Zrínyi, Bp., 1983
- Van időd; Magvető, Bp., 1985
- Csillagok kutyaláncon. Ladányi Mihály összegyűjtött versei, 1959–1985; Magvető, Bp., 1987
- Bejegyzések a családi bibliába. Posztumusz és kötetben meg nem jelent versek; sajtó alá rend., utószó, jegyz. Simor András; Zrínyi, Bp., 1988
- Művek; utószó Simor András; Téka, Bp., 1990[2]
- Könyörgés szerelem ellen. Összegyűjtött szerelmes versek, 1955–1985; sajtó alá rend. Simor András; Zrínyi, Bp., 1995
- Ének a Jóistenhez. Válogatott versek; vál., utószó Simor András, előszó Moldova György; Urbis, Bp., 2005

### Idegen nyelven
- Treeless, stony landscape. Selected poems; vál., angolra ford. Béky-Halász Iván; Vox Humana, Toronto, 1981 (Modern Hunganian poets)
- For example; angolra ford. Jascha Kessler, Kőrösy Mária; s. n., Harrison, 1985
- Música para guitarra/ Zene gitáron; spanyolra ford. Gőgh Ilona; Simor András, Budapest, 2009 (Z-füzetek)
- Poemas escogidos; spanyolul; Simor András, Budapest, 2011 (Z)
- Cuatro poetas húngaros; spanyolul; Simor András, Budapest, 2012 (Z)

## Halála
Ahogyan Simor András írta:
„Ladányi Mihály egy kis szódabikarbónát kért csemői szomszédjától, hazaballagott a roskatag házba. A ház egyik falát kívülről tégla helyett papundekli borította, a papundeklidarabok között lyukak tátongtak, a tető meghajlott. Rendbehozatalához hol pénze nem volt, hol az ereje hiányzott hozzá, és ahol az Alkotóház felirat alatt Ady-idézet állt: »a gaz lehúz, altat, befed«, azután beesett a présházba és meghalt. A legendák szerint a testét macskák rágták meg, éppúgy, mint annak idején Csontváry Kosztka Tivadarét.”